# Естергом
Естергом (на унгарски: Esztergom), известен и с немското наименование Гран (Gran) и словашкото Острихом (Ostrihom), е град в Северна Унгария.
Той е сред най-важните исторически, културни и религиозни центрове на страната, седалище на архиепископа на Естергом, който носи титлата примас на Унгария. Конституционният съд на Унгария се помещава в Естергом до 2012 г.

## География
Градът се намира на около 50 километра северозападно от Будапеща. Разположен е на южния бряг на река Дунав срещу словашкия побратимен град Щурово.
Железопътна линия и магистрала по десния бряг на Дунава го свързва с Будапеща, като между настоящата и историческата унгарски столици има редовни автобусни и железопътни връзки, както и между Естергом и съседните му градове. Времето за пътуване с влак или автобус до Будапеща е малко повече от час. Със словашкия град Щурово, от другата страна на Дунав, е свързан чрез моста „Мария Валерия“.

## История
Естергом е сред най-старите градове в Унгария. Първите известни обитатели на селището са келтите. В римско време е укрепено селище, носещо името Salvio Mancio. Според някои сведения тук императорът философ Марк Аврелий пише своите „Медитации“.
След Великото преселение на народите по тези земи се заселват германски племена и авари, а по-късно и славяни, които нарекли римското селище Strigonium – Стригониум, оттам Стрегом, което по-късно става основа за съвременното име на града, разположен на важен преход на река Дунав. Стрегом е една от основните крепости на Нитранското княжество и на Великоморавия.
След унгарското завладяване на Панония в началото на X век, Естергом става резиденция на великия херцог Геза и до XII век e една от резиденциите на унгарските крале. От X век до средата на XIII век Естергом е център на икономическия, политическия и религиозния живот на страната, т.е. фактически нейна столица. През 976 г. тук се ражда синът на Геза – Ваик, който при кръщението приема името Ищван и остава в историята като Стефан I Унгарски. През 1001 г. той е коронясан в Естергом с короната на свети Стефан. По време на неговото управление се сформират едноименният комитат и епископството на Естергом, чийто диоцез до XVIII век обхваща днешна Словакия и е главната църковна провинция на кралството. Архиепископът на Естергом носи титлата примас на Унгария.
През XIII – XIV век градът преживява няколко нашествия: в средата на XIII век – на монголите, а през 1304 г. – на армията на чешкия крал Вацлав III. Градът обаче бързо се възстановява и през XIV – XV век преживява бурен възход. По това време са издигнати кралският дворец и катедралата „Свети Адалберт“, обществени болници, а градът е изцяло павиран.
Между 1543 и 1683 г. градът е част от Османската империя, а резиденцията на архиепископа на Естергом е преместена в Търнава и Братислава. В резултат от военните действия по времето когато унгарските земи са под османско владичество, са разрушени катедралата, кралският дворец и повечето сгради в Естергом. По време на Голямата турска война градът е практически опустошен и трябва да се застрои и засели наново. Сред заселниците има много словаци и немци, но те бързо са асимилирани от преобладаващото унгарско население. През 1708 г. Естергом е обявен за свободен кралски град. През 1869 г. започва изграждането на новата базилика „Свети Адалберт“, която става най-големият храм в Унгария.
По време на Втората световна война известният мост Естергом над река Дунав е взривен от Вермахта при изтеглянето му. До 2001 г. няма мост между Естергом и Щурово, а само фериботна връзка между двата града. През 2000 г. започва реставрация на моста, която завършва година по-късно.